# Neoptolemos I z Epiru
Neoptolemos I (gr: Νεοπτόλεμος, Neoptólemos) (ur. ok. 390, zm. ok. 360 p.n.e.) – król epirockich Molossów z dynastii Ajakidów razem z bratem Arybbasem od ok. 370 p.n.e. do swej śmierci. Starszy syn Alketasa I, króla Molossów.
Do czasów panowania Alketasa I królestwo Epiru było rządzone tylko przez jednego króla. Po jego śmierci państwo zostało podzielone, bowiem jego synowie, Neoptolemos I i Arybbas, dotąd sprzeczali się, aż dokonali podziału ojcowizny na dwie równe części. Od tego czasu bracia rządzili swymi działami bez jakiejkolwiek wrogości względem drugiego, aż do śmierci Neoptolemosa ok. r. 360 p.n.e. wówczas jego część kraju przeszła pod władanie brata, ponieważ pozostawił nieletnie dzieci.  Arybbas, po objęciu opieki nad bratankami, stał się jedynym władcą Epiru. Aby umocnić swą pozycję poślubił swą bratanicę Troas w r. 357 p.n.e.

## Potomstwo
Neoptolemos pozostawił po sobie z nieznanej żony troje dzieci (syna i dwie córki):
- Aleksander, przyszły król Epiru
- Myrtale (Olimpias), przyszła żona Filipa II, króla Macedonii; matka Aleksandra Macedońskiego i Kleopatry, przyszłej żony Aleksandra I z Epiru
- Troas, przyszła żona Arybbasa, króla Molossów